# Star TV (México)
Star TV México (inscrito legalmente como Grupo W Com S.A. de C.V.) es una empresa mexicana que ofrece servicios de televisión por satélite e internet satelital (mediante su filial Star Go), la cual opera en la mayoría de los Estados de México desde diciembre de 2015.

## Historia
Star TV México inicia durante el primer trimestre de 2016 y hasta la actualidad utiliza la capacidad de infraestructura de los satélites Eutelsat y Echostar. Anteriormente transmitía sus señales por las frecuencias en banda 2.5 GHZ, mismas que la televisora regional TVZac mantiene en concesión en dichas áreas geográficas, mientras tanto Star TV inicia la migración de formato de microondas (MMDS) a satelital (DTH) En un principio, el servicio solo estaba disponible en Zacatecas, pero gracias a su unión con Eutelsat, el rango para proveer sus servicios ha ido incrementado poco a poco, ya que firmó un acuerdo para adquirir capacidad de banda Ka en el satélite Eutelsat 65 West A y así poder iniciar con StarGo, un servicio de banda ancha fija, mientras que el servicio de televisión de paga satelital se encuentra bajo la capacidad del satélite Eutelsat 117 West A.
En diciembre de 2017, contaba con 150 mil suscriptores dentro del objetivo de llegar a los 450 mil a finales de 2018. Actualmente, cuenta con seis telepuertos distribuidos estratégicamente, desde donde aseguran el uso de capacidades de las bandas Ka y Ku para ofrecerlos a un bajo costo. De los seis puertos uno está en Chile, otro en Miami y cuatro en México (Monterrey, Chihuahua, Sonora y Zacatecas).
Durante 2020, tras adquirir la infraestructura de nuevos satélites Star TV logra posicionarse como el quinto servicio de televisión restringida en México, tan solo por debajo del servicio Totalplay. Esto se suma al gran esfuerzo realizado por la empresa para ofrecer un servicio eficiente y de bajo costo, accesible para el mercado nacional.
En octubre de 2020, la operadora agregó 5 canales y incrementó de calidad a HD los 5 canales con mayor audiencia en México: Azteca Uno, Las Estrellas, Canal 5, Azteca 7 y Canal 6.

## Star Go
Es la división de StarGroup que provee internet satelital. Actualmente sus velocidades de conexión tienen un rango de 1.5mbps hasta los 20mbps con planes limitados e ilimitados. Star Go utiliza la Banda Ka, el cual es un rango de frecuencias utilizado en las comunicaciones vía satélite y gracias a eso ofrece un amplio espectro de ubicaciones y sus longitudes de onda permitiendo el transporte de grandes cantidades de datos.